# Schleusenspucker

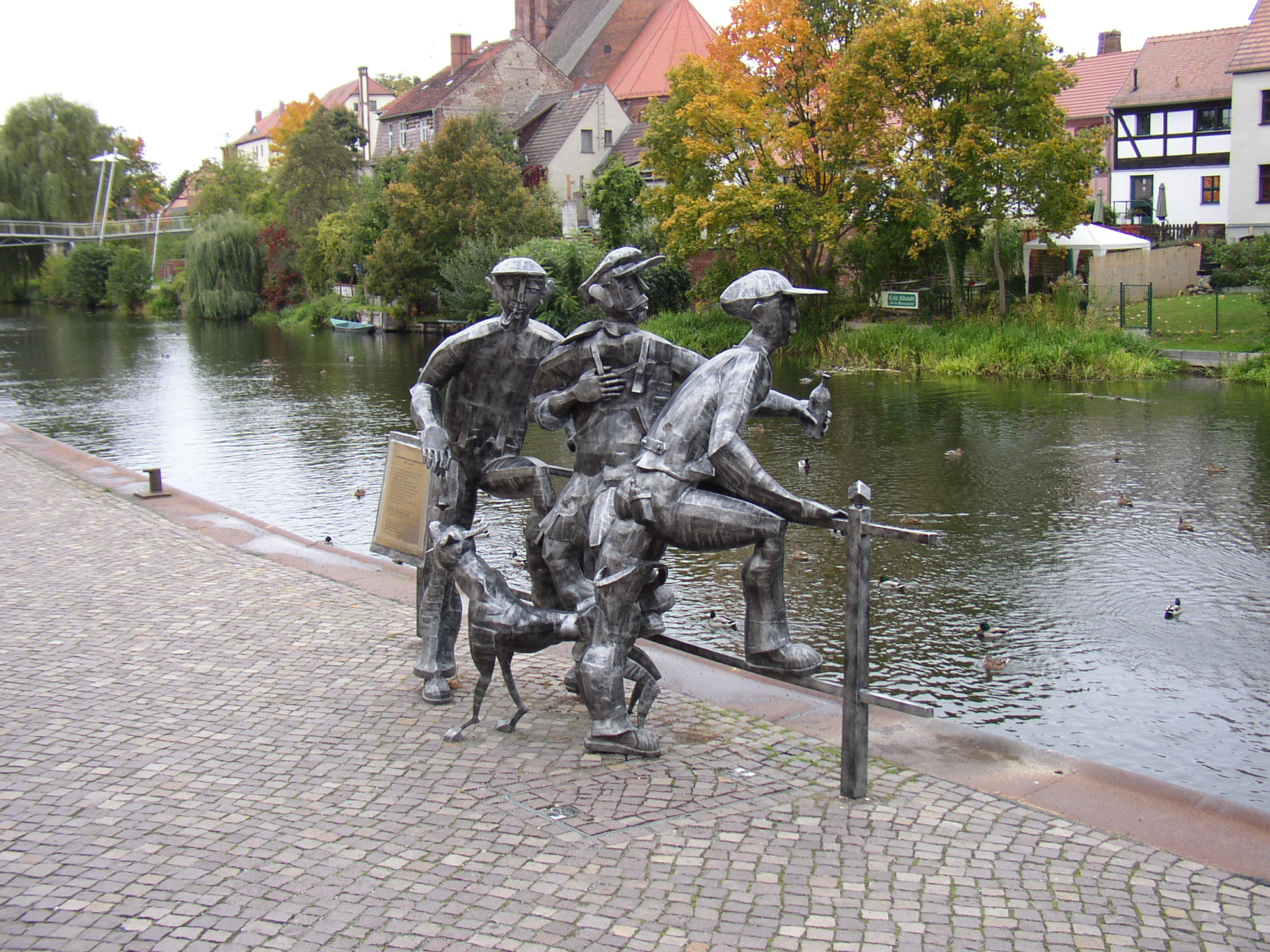
Schleusenspucker an der alten Stadtschleuse Rathenow

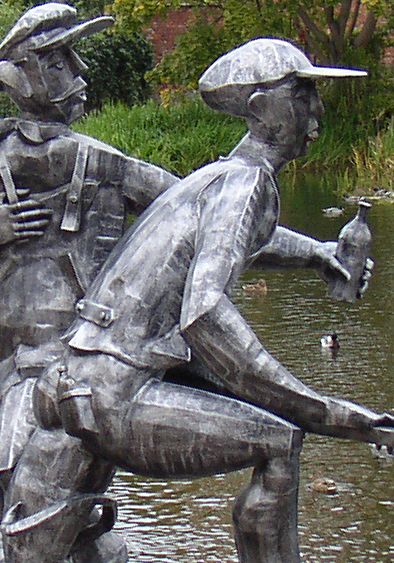
Schleusenspucker mit Flachmann in der Gesäßtasche

Die Schleusenspucker sind ein Werk des Rathenower Bildhauers Volker Michael Roth (1944–2008). Die Bronze-Skulpturen der drei Männer und des Hundes stehen an der Stadtschleuse in Rathenow und spucken von Zeit zu Zeit Wasser in den Kanal.

## Geschichte
Die Figurengruppe wurde 2006 von dem Bildhauer Volker Michael Roth anlässlich der Landesgartenschau 2006 in Rathenow geschaffen. Das Werk zeigt eine Gruppe von Tagelöhnern, die die Wartezeit mit Gesprächen und Spuckwettbewerben überbrücken. Eine der Figuren spuckt tatsächlich ab und an in den Rathenower Stadtkanal. Sie ist mit einer Wasserzuleitung zum Mund der Bronzefigur verbunden. Eine Zeitschaltmechanik, die aber anfällig ist und nur selten funktioniert, steuert das Spucken.
Die Bezeichnung Schleusenspucker entstand im Volksmund für die Tagelöhner, die in den 1920er- und 1930er-Jahren am alten Stadthafen unmittelbar an der Stadtschleuse Rathenow auf anlegende Frachtkähne und damit auf eine Verdienstmöglichkeit warteten. Zwischen der Beschäftigung als Tagelöhner vertrieben sie sich die Zeit mit Gesprächen, einem Schluck aus einem Flachmann und Spuckwettbewerben von der Schleusenbrücke. Die Skulptur steht am westlichen Rand der Innenstadt von Rathenow im alten Stadthafen am Ufer des Rathenower Stadtkanals.